# Anii 260
Secole: Secolul al II-lea - Secolul al III-lea - Secolul al II-lea
Decenii: Anii 210 Anii 220 Anii 230 Anii 240 Anii 250 - Anii 260 - Anii 270 Anii 280 Anii 290 Anii 300 Anii 310
Ani: 260 | 261 | 262 | 263 | 264 | 265 | 266 | 267 | 268 | 269